# Eva Baltasar
Eva Baltasar, född 26 augusti 1978 i Barcelona, är en spansk poet och romanförfattare. Baltasar, som skriver på katalanska, är mångfaldigt prisbelönad för sina diktsamlingar och har fått internationell uppmärksamhet för sin debutroman Permagel (svenska: Permafrost).

## Biografi
Eva Baltasar är uppvuxen i Barcelona och bor med sin familj i en by utanför staden. Hon har studerat pedagogik vid universitetet i Barcelona och vid Freie Universität i Berlin. Efter en rad diktsamlingar romandebuterade hon 2018, och hon har därefter nått internationellt erkännande som författare.

## Författarskap
Eva Baltasar skriver på katalanska. År 2008 debuterade hon som poet med Laia, en bok som vann Miquel de Palol-priset. Mellan åren 2009 och 2021 har hon publicerat ytterligare tio diktsamlingar, flertalet prisbelönta. Hennes dikter refererar till intima kroppsupplevelser, moderskap, lesbisk attraktion och behovet av att ha en inre värld för att kunna uthärda den verkliga.
Romanen Permagel från 2018 utgör den första delen i en triptyk. Den fick ett positivt mottagande, prisbelönades och har översatts till flera språk; 2025 kom den i svensk översättning under titeln Permagel. Den andra romanen, Boulder (2020), nominerades till Bookerpriset. Den tredje delen i serien är Mamut från 2022. Varje roman har en kvinnlig huvudperson som berättarjag.
I Permafrost är berättarjaget en ung kvinna som studerar konst i Barcelona. Hon flyr från leda och depression genom att resa och arbeta i nya länder och ingå lesbiska relationer. I Boulder arbetar huvudpersonen som kock på ett lastfartyg. Hon möter en kvinna, följer henne till ett boende på Island och blir förälder genom assisterad befruktning. Smeknamnet syftar på enorma, ensamma stenar i ett landskap (jämför flyttblock). Mamut skildrar en ung kvinna som känner en nästan djurisk längtan efter moderskap, vilket gör att hon inleder heterosexuella relationer trots att hon attraheras av kvinnor. Hon känner sig också fysiskt instängd i storstaden och flyttar slutligen till ett ensligt beläget hus på landet.
Baltasars berättarstil harf beskrivits  som "vild" och "bittert bitsk", "rolig, rå och brutal", "hård och poetisk". Baltasar uppger att de tre kvinnorna i triptyken bär spår av djupa egna erfarenheter utan att vara explicit biografiska. Hon har exempelvis levt flera år på en isolerad landsbygd med en herde som närmaste granne, och hon har arbetat som servitris och städare.

### Diktsamlingar
- 2008 – Laia
- 2009 – Atàviques feres
- 2010 – Dotze treballs
- 2010 – Reclam
- 2011 – Medi aquàtic
- 2012 – Poemes d’una embarassada
- 2013 – Vida limitada
- 2016 – Animals d'hivern
- 2017 – Neutre
- 2017 – Invertida
- 2021 – Nus Schiele

### Romaner
- (triptyk)
  - 2018 – Permagel (Club Editor), ISBN 9788473292269
    - 2025 – Permafrost (Rámus, svensk översättning från katalanskan: Ellinor Broman), ISBN 9789189105799

  - 2020 – Boulder (Club Editor), ISBN 9788473292580
  - 2022 – Mamut (Club Editor 1959), ISBN 9788473293228
- 2024 – Ocàs i fascinació (Club Editor), ISBN  9788473294294